# Epitélio colunar

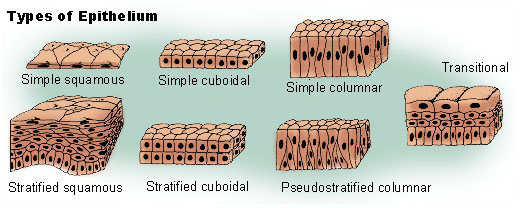
Tipos de epitélio.

Epitélio colunar é um tipo de epitélio compostos por células com a altura sendo no mínimo o dobro da largura. É divido em:
- Epitélio colunar simples
- Epitélio colunar estratificado
- Epitélio colunar pseudoestratificado